# مونتيسغويو
بلدية مونتيسكيوْ (بالكاتالانية: Montesquíu) هي إحدى بلديات مقاطعة برشلونة، والتي تقع في منطقة كاتالونيا، شرق إسبانيا.
يبلغ عدد سكانها 861 نسمة وفقاً لإحصائية سنة (2007).